# Diaguitan
Diaguitan.- Porodica indijanskih naroda i jezika nekad raširena po argentinskim provincijama Salta, Catamarca, la Rioja i Tucuman i susjednim predjelima Čilea (Coquimbo i Atacama). Sami Diaguita Indijanci granaju se u 3 glavne grane, to su Diaguita vlastiti, Capayana i Calchaqui. Cijela porodica imala je dvadesetak plemena i jezika ili dijalekata, uglavnom kečuaniziranih u vrijeme prodora Inka sa sjevera. 
Čestmir Loukotka kaže da su jezikom diaguita govorila mnogo plemena, koja su (po J.E. Durand 1931.) svi kečuanizirani. Loukotka ih locira na idući način: Quilmes su obitavali u području grada Quilmes u provinciji Catamarca. Pleme Yocabil ili Yokavil je iz istoimene doline. Andalgalá nekoć kod istoimenog današnjeg grada u Catamarci.  Abaucan ili Tinogasta u dolini Abaucan u Catamarci. Pasipa u dolini Vicioso, Catamarca. Ancasti, na Sierra de Ancasti, Catamarca. Hualfin u istoimenoj dolini. Famatina u provinciji La Rioja. Caringasta u dolini Angusto (provincija San Juan). Sanagasta na Sierra de Velasco u provinciji La Rioja. Nolongasta u dolini Chilecito (provincija La Rioja). 
Calchaqui ili Cacanos (Tocaqui) imali su središte u provinciji Salta u dolinama Quimivil i Santa María). I njihovim jezikom je govorilo više plemena: Guachipa u istoimenoj dolini (Salta), Tolombon ili Pacioca u provinciji Tucumán, dolina Tolombon. Amaicha na Sierra de Aconquija (provincija Tucuman).  Tucumán ili Tukma oko Tucumána, i posljednji su Solco, sjeverno od plemena Tucumán (provincija Tucumán).
Capayán su iz provcincija San Juan i La Rioja. Raznim dijalektima su govorila plemena Amaná oko istoimenig grada u La Rioji. Chicoana ili Pulare u provinciji Salta (dolina Lema). Indama ili Ambargasta sjeverno od Salinas Grandesa (u provinciji Santigo del Estero).  Jezici Indijanaca Capayana su nestali do 20. stoljeća.

## Plemena Catamarce
- Santa María: Quilmes, Tolombones, Yokaviles, Ingamanas i Acalianes;
- Belen: Hualfines, Faimafiles, Culampajaos, Quilmes;
- Andalgala: Andalgalas, Tucumangastas, Aconquijas, Mallis, Huachaschis i Huasanes;
- Poman: Pomanes, Colrenos, Belichas, Mutquines, Sijanes i Saujiles
- Tinogasta: Abaucanes, Pituiles, Huatungastas, Mayurucas i Fiambalaos.[1]

## Vanjske poveznice
- El kakán, lengua de los diaguitas  Arhivirana inačica izvorne stranice od 28. kolovoza 2008. (Wayback Machine)